# إنجي علي
إنجي علي (1 أبريل 1981 -)، مذيعة وممثلة مصرية.

## عن حياتها
تخرجت في قسم علم النفس في الجامعة الأمريكية بالقاهرة. ولدت إنجي علي بمدينة القاهرة لوالدة تعمل أستاذة بالجامعة. وشاركت في تقديم عددا من برامج المنوعات بقنوات عديدة مثل النيل للمنوعات والنيل للدراما ودريم، ومن البرامج التي قدمتها: «اسهر معانا» و«آلو منوعات».
شاركت في التمثيل في عدد من المسلسلات والأفلام.

## أعمالها

### من الأفلام
- مسلسليكو:2013
- 55 إسعاف.
- عسكر في المعسكر.
- سهر الليالي.
- صايع بحر.
- علي سبايسي.
- الدادة دودي.
- أحلام الفتى الطايش.
- الألماني.
- بث مباشر.
- المحكمة

## وصلات خارجية
- إنجي علي على موقع IMDb (الإنجليزية)
- إنجي علي على موقع الدهليز
- إنجي علي على موقع قاعدة بيانات الأفلام العربية